# 长颈湖
长颈湖（藏語：གྲང་ཅན་མཚོ།，威利转写：grang can mtsho，THL：Drangchen Tso）位于中国西藏自治区那曲市双湖县境内，地处双湖县北部，湖面海拔4900米，面积11平方公里，其中有湖水面积4.6平方公里。湖形狭长，呈牛角状。湖区年均气温约-6℃，年均降水量约150毫米。无常年河流入湖，湖水主要靠泉水和冰雪融水补给。湖水中富含钾。